# Tachina isea
Tachina isea là một loài ruồi trong họ Tachinidae.